# Список номинантов на премию «Большая книга» 2007 года
Список номинантов на премию «Большая книга», попавших в длинный список (лонг-лист) премии «Большая книга» во втором сезоне 2006—2007 года. Всего на премию было номинировано 442 произведения (книг и рукописей). Совет экспертов выбрал 45 произведений. Длинный список был опубликован 18 апреля 2007 года. Список финалистов (шорт-лист) из 12 произведений был опубликован 30 мая 2007 года. Победители были объявлены 22 ноября 2007 года.
Список представлен в следующем виде — Победители, Список финалистов (кроме Победителей), Длинный список (кроме Победителей и Списка финалистов). Для каждого номинанта указано название произведения, а для рукописей — их авторы.

## Победители
1. Людмила Улицкая — роман «Даниэль Штайн, переводчик» — Первое место, Приз читательских симпатий (первое место)
2. Алексей Варламов — биография «Алексей Толстой» — Второе место
3. Дина Рубина — роман «На солнечной стороне улицы» — Третье место, Приз читательских симпатий (второе место)
4. Андрей Битов — Специальный приз «За вклад в литературу»
5. Валентин Распутин — Специальный приз «За вклад в литературу»
6. Илья Кормильцев (посмертно) — Специальный приз «За честь и достоинство»

## Список финалистов
1. Дмитрий Быков — «ЖД»
2. Андрей Волос — «Алфавита»
3. Лев Данилкин — «Человек с яйцом»
4. Игорь Ефимов — «Неверная»
5. Александр Иличевский — «Матисс»
6. Виктор Пелевин — «Empire V» — Приз читательских симпатий (третье место)
7. Игорь Сахновский — «Человек, который знал всё»
8. Алексей Слаповский — «Синдром феникса»
9. Виктор Строгальщиков — «Слой», «Край», «Стыд» (цикл романов)

## Длинный список
1. Чингиз Айтматов — «Когда падают горы»
2. Василий Аксёнов — «Редкие земли»
3. Юрий Арабов — «Флагелланты»
4. Мария Арбатова — «Дегустация Индии»
5. Александр Астраханцев — «Антимужчина»
6. Вера Афанасьева — «Любимый роман»
7. Вадим Бабенко — «Чёрный пеликан»
8. Алла Боссарт — «Google. Отражения»
9. Олег Дивов — «Храбр»
10. Светлана Дильдина — «Песня цветов аконита»
11. Алексей Евдокимов — «Тик»
12. Михаил Елизаров — «Библиотекарь»
13. Николай Климонтович — «Последние назидания»
14. Анатолий Курчаткин — «Цунами»
15. Александра Маринина — «Чувство льда»
16. Мастер Чэнь — «Любимая мартышка дома Тан»
17. Анна Матвеева — «Найти Татьяну»
18. Новелла Матвеева — «Мяч, оставшийся в небе»
19. Вадим Месяц — «Правила Марка Поло»
20. Виталий Морозов — «Так и было»
21. Мария Рыбакова — «Слепая речь»
22. Александр Секацкий — «Дезертиры с острова сокровищ»
23. Михаил Сельдемешев — «Ловцы желаний»
24. Наталья Суханова — «Зеленое яблоко»
25. Алекс Тарн — «Пепел»
26. Николай Шадрин — «Одиссея Злобина»
27. Евгений Шишкин — «Закон сохранения любви»
28. Галина Щербакова — «Спартанки»
29. Лена Элтанг — «Побег куманики»
30. Рукопись — Владимир Мощенко — «Блюз для Агнешки»
31. Рукопись — Елена Колядина — «Веселая галиматья»
32. Рукопись — Игорь Алексеев — «Как умирают слоны»
33. Рукопись — Артур Таболов — «Водяра»